# Ridgebury
Ridgebury  è una township degli Stati Uniti d'America, nella contea di Bradford nello Stato della Pennsylvania. Secondo il censimento del 2000 la popolazione è di 1.982 abitanti.

## Società

### Evoluzione demografica
La composizione etnica vede una maggioranza di quella bianca (98,13%), seguita dai nativi americani (0,55%) dati del 2000.
| township di Ridgebury Popolazione |       |
| 2000                              | 1.982 |
| Stima al 2009                     | 1.961 |